# Crònica d'una mort anunciada
Crònica d'una mort anunciada (en espanyol Crónica de una muerte anunciada) és una novel·la de l'escriptor colombià Gabriel García Márquez publicada per primer cop l'any 1981. La versió catalana, d'Avel·lí Artís Gener, es va publicar un any més tard que l'edició original, el 1982.

## Contextualització
Crònica d'una mort anunciada és una de les novel·les més importants i més populars de Gabriel García Márquez, escriptor colombià que fou guardonat amb el Premi Nobel de Literatura l'any 1982. García Márquez és un dels principals representants de l'anomenat "boom" de la novel·la hispanoamericana. Precisament, a la ‘Crònica', novel·la publicada el 1981, es poden observar algunes de les característiques d'aquest moviment renovador del fet literari: el tractament de l'àmbit rural (d'una manera com fins al moment no s'havia fet), algunes pinzellades de realisme màgic, i, sobretot, l'ús de noves tècniques narratives i d'un estil extraordinàriament versàtil.

## La història i el seu origen
Per l'autor, aquesta novel·la representà un acostament entre el periodisme i la narració, i una aproximació a la novel·la policíaca. La història explicada s'inspira en un succés real, ocorregut el 1951, del qual l'autor va agafar el succés central (el crim), els protagonistes, l'escenari i les circumstàncies, i ho altera narrativament, però sense descuidar mai les dades i les precisions obligades en tota crònica periodística.
En un petit poble, proper a la costa del Carib i connectat amb el món exterior únicament per un riu, es casen Bayardo San Román, ric i acabat d'arribar, i Ángela Vicario. Celebrat el casament amb molta pompa i retirat el matrimoni a la seva nova casa, el marit descobreix que l'esposa no és verge. Violentament, la torna a la casa paterna i pateix una profunda crisi en sentir-se humiliat i ultratjat. Ángela acusa de la seva deshonra Santiago Nasar, veí del poble d'origen àrab. Els germans Vicario -Pedro i Pablo-, obligats per la defensa de l'honor familiar, esperen l'ofensor i acaben matant-lo a la porta de casa seva, a la vista de la gent, que no fan res per a impedir-ho. Passats els anys, que no han fet sinó augmentar la passió amorosa de Bayardo i Ángela, aquests es reuneixen a Manaurel i viuen junts la resta dels seus dies.
D'aquest caràcter real i verídic ve el nom de crònica, que no només apareix en el títol de la novel·la, sinó que l'orienta estructuralment, ja que des del principi, el que pretén el narrador és l'acumulació de dades que, d'alguna manera, puguin ajudar a entendre el perquè de l'assassinat de Santiago Nasar, la inevitabilitat d'aquest succés, així com els perfils humans i psicològics de tots els personatges que van tenir, per acció o omissió, alguna cosa a veure amb l'afer.

## Personatges principals
- Santiago Nasar: home de 21 anys que abandona els estudis de secundària quan el seu pare mor i ha d'actuar com a pare de família i dirigir el Divino Rostro, una finca que el pare li deixa en herència. És un personatge somiador, alegre, pacífic, de cor fàcil, una persona amb la qual es podia parlar, bell, formal i creient. Tenia un talent gairebé màgic per a les disfresses.
- Bayardo San Román: enginyer de trens d'uns trenta anys. Ben vestit, galant amb les dones, una persona amb qui es pot parlar, culte. Coneix el codi Morse i és bon nedador. Li agraden molt les grans festes i beure, però és enemic dels jocs de mans. És honrat i de bon cor.
- Ángela Vicario: és la menor de la seva família, no creient, molt cauta respecte als homes, sabia perfectament el que feia en cada instant. Madurà després del succés i es tornà enginyosa. Tot i que ningú no li va poder treure res del que va passar amb Santiago, la versió més corrent era que Ángela estava protegint algú que estimava de veritat. Molt indecisa a l'hora de prendre decisions per si mateixa, ja que els seus pares li van imposar el seu marit. Tenia un aire desemparat.Dona de Bayardo San Román, qui va ser retornada en la seva nit de noces en no arribar verge al matrimoni, de la qual cosa culpa Santiago Nasar.
- Ibrahim Nasar. Àrab i difunt pare de Santiago Nasar. Es fa notar que ell parlava en àrab amb el seu fill, el qual li responia en àrab també, quan el normal en la tercera generació dels àrabs que havien arribat a aquest poble (generació a la qual pertany Santiago) era que responguessin en castellà tot i que es dirigissin a ells en el seu idioma. Va tenir un amor secret amb Victòria Guzmán i va abusar d'ella. Va ensenyar al seu fill el valor i la prudència. Estava interessat en els cavalls i aus de presa altes. Va comprar un dipòsit que estava en desús i el va convertir en una casa per viure.
- Victòria Guzmán. Cuinera de la família de Santiago Nasar. Abans de ser la cuinera, va ser amant d'Ibrahim Nasar.
- Divina Flor. Filla de Victòria Guzmán. Sap que tard o d'hora serà l'amant -el vulgui o no- de Santiago Nasar i que la seva mare la protegeix perquè no la hi portin al llit.
- El bisbe. Avorreix el poble, al punt de passar en el seu vaixell davant ell, sense baixar-se. Apareix just el dia en què Santiago mor.
- Plàcida Linero. La mare de Jaume Nasar. El seu fill és assassinat a la porta principal de casa, després que la seva mare la tanqués pensant que aquest es trobava al seu interior.
- Luisa Santiaga. Mare del narrador i, per tant, de Margot, Luis Enrique i Jaime; padrina de baptisme de Santiago Nasar, en honor de qui aquest va ser nomenat.
- Pedro Vicari. Germà d'Ángela Vicari, bessó de Pablo Vicari. Pren la iniciativa de matar-lo, encara que no estiguin molt convençuts. Té 24 anys.
- Pau Vicario. Germà d'Ángela Vicari, bessó de Pedro Vicari. És menys convençut matar Santiago Nasar. Es casa amb Prudència Corts després de sortir de la presó ...
- Cristóbal "Crist" Bedoya. Amic de Santiago Nasar, el va acompanyar durant les noces d'Ángela Vicario, celebrada la nit abans del seu assassinat. En el matí després del casament, Cristóbal va perdre de vista a Santiago durant uns minuts, en els quals es va assabentar dels plans dels germans Vicari de assassinar-ho. Cristóbal busca Santiago a casa, per advertir-, però no li troba. Al final un grup de persones demana la seva ajuda com a metge, la qual cosa li impedeix defensar-lo de la seva mort.
- Margot. Germana del narrador, estava enamorada de Santiago.
- Monja del poble: germana del narrador
- Jaume. Germà menor del narrador.
- Luis Enrique. Germà del narrador.
- Pare Carmen Amador. Rector del poble i ex-estudiant de medicina. Li fa una autòpsia molt poc exacta al mort.
- Lázaro Aponte. Coronel retirat i alcalde del poble. És l'única persona del poble que s'atreveix a fer alguna cosa contra l'assassinat a decomisarles els ganivets als assassins, encara que era evident que haurien d'aconseguir altres.
- Flora Miquel. Núvia de Santiago Nasar des de l'escola. S'anaven a casar Nadal de l'any en què el van matar.
- Magdalena Oliver. Veïna del poble en el qual el protagonista viu.
- Ponç Vicari. Pare de Ángela Vicario. Era orfebre i s'havia quedat cec.
- Puríssima del Carme o Pura Vicari. Mare dels bessons (Pablo i Pedro) i d'Ángela Vicario.
- Mercedes Barcha. Esposa del narrador.
- Maria Alexandrina Cervantes. Propietària d'un prostíbul del poble. Santiago Nasar va estar enamorat d'ella en l'adolescència però el seu pare àrab els va separar.
- Clotilde Armenta. Propietària de la botiga de llet de la plaça, els germans Vicari es queden a la seva botiga mentre esperen matar Santiago Nasar.
- Rogelio de la Flor. Marit de Clotilde Armenta.
- General Petroni San Román. Pare de Bayardo San Román, heroi de guerrilles civils.
- Alberta Simonds. Mare de Bayardo San Román.
- Faustino Santos. Carnisser del poble. Veu els bessons Vicari esmolar els seus ganivets encara que no fa res, ja que creu que estan borratxos.
- Leandro Pornoy. Agent de policia. Quan li notifiquen que els germans Vicari estaven decidits a matar Santiago Nasar, informen d'això a Lázaro Aponte.
- Doctor Dionisio Iguarán. Doctor del poble, cosí germà de Luisa Santiaga.
- Hortensia Baute. Veïna del poble.
- Prudència Corts. Núvia de Pablo Vicario.Lo espera fins que surt de la presó.
- Suseme Abdala. Matriarca de la comunitat d'àrabs assentats al poble.
- Pròspera Arango. Retarda el Crist Bedoya quan li demana que faci alguna cosa pel seu pare que estava agonitzant al plec de llibre de casa seva, immune a la benedicció fugaç del bisbe.
- Meme Loaiza. Testificar els fets.
- Aura villeros. Llevadora del poble.
- Pol Carrillo. Amo de la planta elèctrica. No li agradava Santiago Nasar.
- Fausta López. Dona de Pol Carrillo. Tenia un mal concepte dels turcs.
- Indalecio Pardo. Amic de la família de Santiago Nasar.
- Escolàstica Cisneros. Testificar els fets.
- Sara Noriega. Propietària de la botiga de sabates.
- Celeste Dangond. Veí del poble.
- Yamil Shaium. Àrab antic soci d'Ibrahim Nasar i bon amic de la família.
- Vidu de xiús. Vidu de Yolanda de xiús, i amo original de la casa més bella del poble segons els seus habitants. Aquesta va ser comprada per Bayardo San Román el que li va ocasionar una gran pena i més tard, la mort.
- Wenefrida Márquez. Tia del narrador, viu al davant de Santiago Nasar i va ser l'última que el va veure amb vida.
- Nahir Miquel. Pare de Flora Miguel, núvia de Santiago Nasar. És de Barba colorida, i l'home savi de la comunitat.
- Poncho Lanao. Veí de Sant Jaume Nasar, viu a la casa contigua a aquest.
- Argénida Lanao. Filla de Poncho Lanao.
- Jutge d'instrucció. Bastant jove. És el seu primer cas. Manat per aclarir el crim, tot i que sospita que Santiago Nasar no va ser el que li va prendre la virginitat a Ángela Vicario, no arriba a concloure si aquest fet va ser veritat o no a causa de la manca d'informació.
- Eliecer Garavito. Nuvi de Argénida Lanao i oncle de Santiago Nasar

## Temes
- La impossibilitat d'accedir al coneixement de la veritat: un dels aspectes de la novel·la que més criden l'atenció és que deixa sense aclarir com a mínim dos aspectes crucials de la història: primer, si va ser Santiago Nasar o no qui va desvirgar Ángela Vicario; segon, com va ser possible que el seu assassinat no pogués ser evitat donades les circumstàncies públiques en què es va desenvolupar. Com que la novel·la es presenta com la reconstrucció gairebé periodística d'uns fets reals a través d'una minuciosa investigació, la conclusió de l'obra sense resoldre aspectes tan essencials posa de manifest la dificultat extrema d'aconseguir el coneixement de la veritat, sobretot, quan com és el cas, s'indaga amb certa profunditat en els fets.[4]

- La violència: no només en l'execució del crim, sinó també en altres dimensions de la història; es tracta de la violència present en la vida quotidiana: el masclisme, el sentiment irreprimible de venjança obligat per un cruel codi d'honor, etc. A més a més, el llenguatge utilitzat potencia aquesta violència.[5]

- El fatalisme, el tema del destí fatal: per acumulació d'adverses casualitats, Santiago mor; la novel·la sembla voler incidir en la idea que el destí de Santiago Nasar estava predeterminat i que res hauria pogut evitar el que va acabar passant.[6]

- L'honor: un implacable mecanisme de venjança a què s'ha d'acudir per a restaurar l'ordre de la moral col·lectiva; no admet vacil·lació ni retard per a ser restaurat i és obligació inexcusable; a més a més, l'honor legitima qualsevol conducta.

- La religió i les creences dels individus: es presenta com una mescla de fetitxisme, superstició, miracleria, credulitat i simplisme; s'inclouen aquí, també, el de la figura del bisbe i la seva visita frustrada, i es tracta des d'un punt de vista crític, amb matisos paròdics, irònics, etc.

## Temps de la història
Breu: condensat en 24 hores: des del diumenge del casament fins al dilluns del crim; són hores detallades a les quals cal afegir el tancament posterior, 23 anys després, quan es produeix el retrobament entre Bayardo i Ángela.

## Tècnica narrativa
- La novel·la es presenta com la reconstrucció d'una història: un narrador en tercera persona i testimoni d'alguns fets assumeix, anys després del succés, la funció d'investigador per a reconstruir la història mitjançant informes, cartes, testimonis diversos, la seva memòria (ja que ell mateix va ser al poble el dia del casament), etc.

- El punt de vista des del qual es narra la història és canviant: hi ha moltes perspectives, en tant que la visió dels fets se'ns presenta no només des del punt de vista del narrador, sinó també de la resta de personatges (protagonistes i testimonis dels fets). A vegades coincideixen i a vegades es contradiuen. La història es presenta, doncs, mig ambigua, plena de dubtes, sobretot en el que es refereix a qui va ser qui va 'deshonrar' Ángela o, per exemple, pel que fa al paper del poble: volia evitar el crim? Com en qualsevol crònica periodística, l'última paraula la té el lector.

- El narrador ens presenta la història dividida en cinc parts (cada una de les quals desenvolupa temes concrets i gira al voltant dels diferents protagonistes) i altera l'ordenació dels fets i la seva ordenació temporal. El temps flueix de forma alineal, circular i caòtic, cosa que s'aconsegueix a través d'anticipacions, retrocessos, reiteracions, superposicions, el·lipsis, etc. El resultat és una espècie de 'trencaclosques'.

- La novel·la presenta una estructura tancada-circular: la mort de Santiago a mans dels Vicario, anunciada de sobte en les primeres línies, és el motiu narratiu que tanca també la història.

- La novel·la presenta abundants diàlegs (fragmentats i breus, i normalment en estil directe, amb la qual cosa s'aconsegueix tallar el ritme narratiu i introduir varietat en la narració i en l'estil) i fragments descriptius (d'objectes, personatges, escenaris, ambients). Allò estrictament narratiu es redueix a passatges breus, recurrents, que, en moltes ocasions, estan emmarcats dins de descripcions.

## Estil
Oscil·la entre l'ús de la llengua oral, en un registre col·loquial o familiar, i l'ús de la llengua escrita, en un registre culte (literari), amb matisos d'ironia, humor, fantasia, sensualisme, etc. La narració manifesta un clar gust pel detall.
El realisme màgic s'observa en el gust per afegir l'extraordinari dins la normalitat de la quotidianitat.